# Nacho
Nacho là một món ăn nhẹ từ phía bắc México. Món ăn này bao gồm bánh tortilla và pho mát, và thường được phục vụ làm món ăn nhẹ. Những phiên bản phức tạp hơn được bổ sung thêm các nguyên liệu và được phục phục làm món chính, ví dụ như thịt băm và ớt jalapeño thái.

## Biến thể

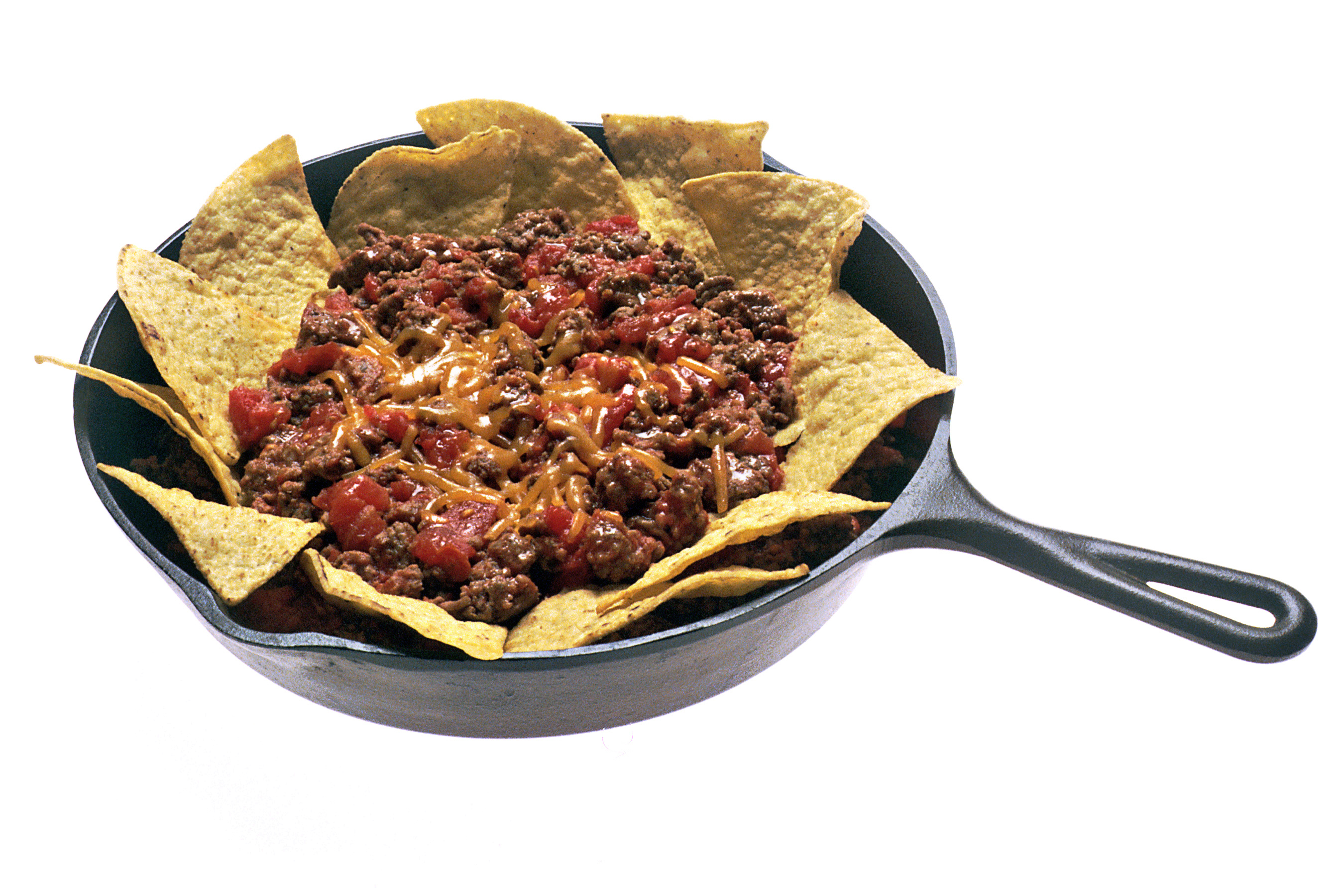
Nacho với thịt bò, đậu và pho mát

Một biến thể bao gồm tostada chiên phủ với một lớp đậu chiên lại và/hoặc các loại thịt và một lớp của pho mát vụn lên trên. Nacho phô mát được phủ với xốt cay habanero
Các biến thể khác bao gồm nacho nướng hun khói (thay pho mát bằng xốt nướng hun khói) và nacho poutin (thay pho mát bằng nước xốt thịt). Mặc dù không theo truyền thống, các món này vẫn được phân loại là nacho.

## Thành phần
Các nguyên liệu phủ bên trên phổ biến bao gồm:
- Đậu đen, đậu pinto, hoặc đậu tán chiên
- Chile con queso hoặc chili con carne
- Rau mùi
- Hành tăm hoặc hành lá
- Thịt, thường là thịt bò xay, miếng bít tết, thịt gà, chorizo, hoặc carne asada; thỉnh thoảng có thịt muối, pepperoni, thịt bò muối, hoặc Spam
- Guacamole
- Jalapeño hay các loại ớt khác, hay tương ớt
- Xà lách
- Nước xốt rau chân vịt
- Chanh
- Ô liu
- Hành tây
- Tỏi
- Dưa chuột muối
- Pico de gallo hoặc salsa
- Kem chua
- Ranch
- Cà chua

Xem thêm các loại pho mát thường được sử dụng
- Pho mát
- Pho mát sợi
- Pho mát cheddar
- Pho mát Mozzarella
- Pho mát Cotija
- Pho mát Oaxaca
- Pho mát Thụy Sĩ
- Pho mát Provel
- Pho mát Monterey Jack
- Pho mát Pepperjack
- Pho mát vón cục (cheese curd)

### Xốt pho mát Nachos

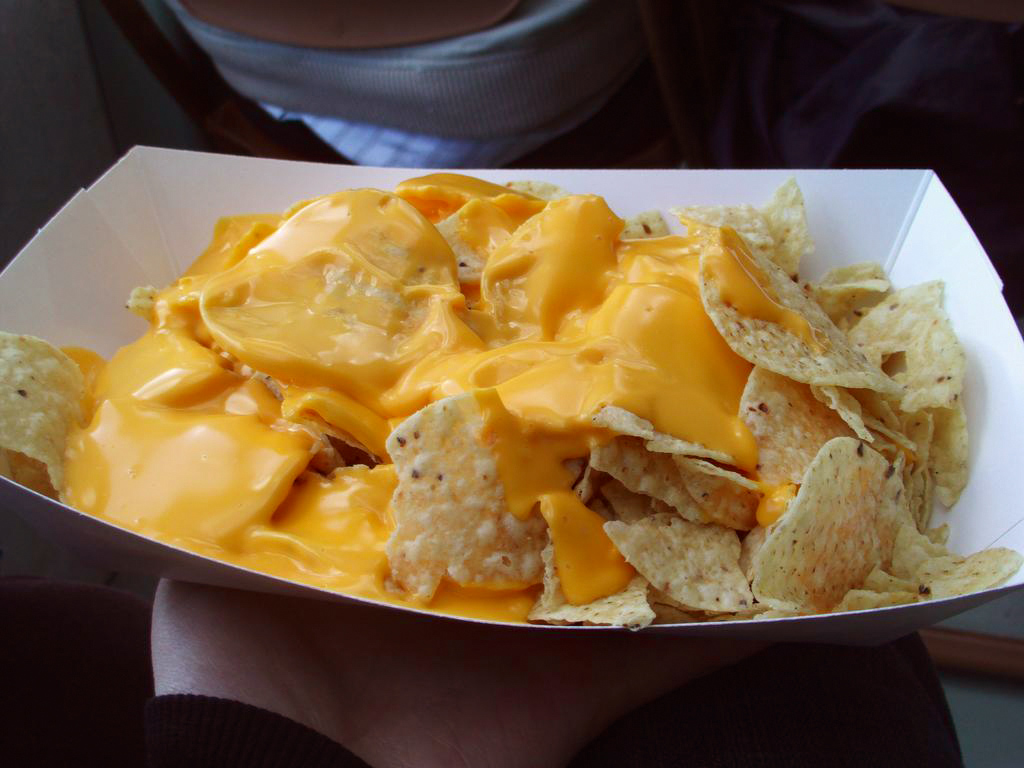
Nacho với xốt pho mát chế biến

Một dạng xốt chế biến trộn với hạt tiêu và các gia vị khác thường thay cho pho mát sợi ở những nơi sản xuất quy mô lớn như là trường học, địa điểm thi đấu thể thao, và các cửa hàng tiện lợi, hay ở bất cứ nơi nào mà pho mát nạo không được cho phép về tính lôgic. Mặc dù được hình thành để trở thành một loại pho mát rẻ và tiện lợi hơn để phủ lên trên nacho, loại đồ chấm này trở nên đủ phổ biến ở Hoa Kỳ để có mặt trong các quán ăn Mexico, ở các cửa hàng tạp phẩm.